# Albibarbefferia albibarbis
Albibarbefferia albibarbis là một loài ruồi trong họ Asilidae. Albibarbefferia albibarbis được Macquart miêu tả năm 1838.